# Kodaňský přístav

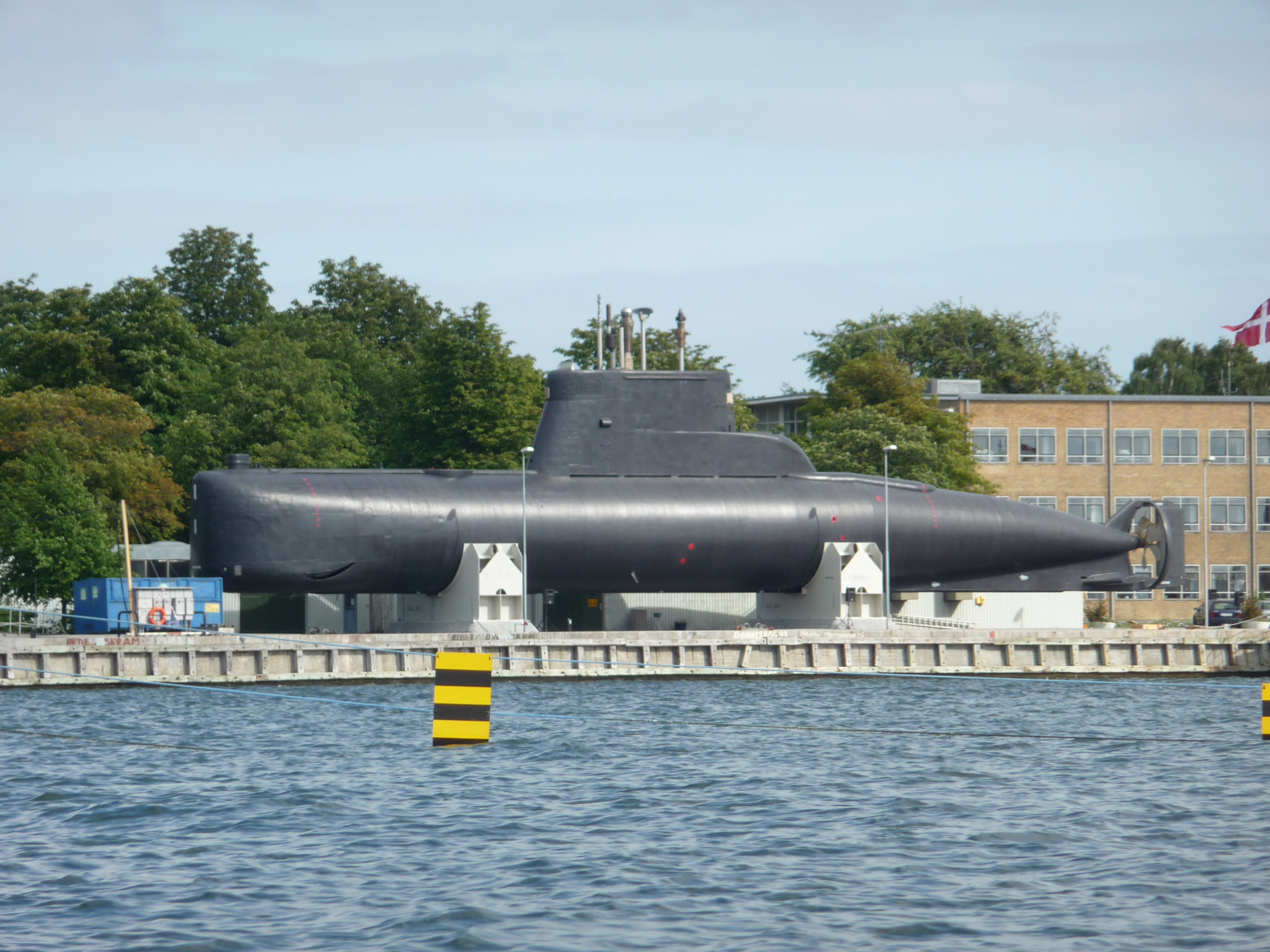
Ponorka v muzeu v Holmenu

Kodaňský přístav je největší dánský přístav a jeden z největších přístavů v Baltském moři. 1. ledna 2001 se sloučil s přístavem Malmö za vzniku Copenhagen Malmö Port AB.

## Dělení
Území Kodaňského přístavu se dělí na tyto části:
| - Holmen - Inderhavnen - Nordhavnen - Prøvestenen | - Refshaleøen - Sydhavnen - Søndre Frihavn |

## Terminály
- automobilový terminál
- hlavní terminál (nákladní)
- kontejnerový terminál
- Ro/Ro terminál (terminál pro lodě s přímým nájezdem a výjezdem)
- terminál pro cestující
- terminál pro hromadné náklady
- terminál pro hromadné náklady kapalin